# Lamas (Macedo de Cavaleiros)
Lamas is een plaats (freguesia) in de Portugese gemeente Macedo de Cavaleiros en telt 287 inwoners (2001).